# Atopsyche pachacamac
Atopsyche pachacamac är en nattsländeart som beskrevs av Schmid 1989. Atopsyche pachacamac ingår i släktet Atopsyche och familjen Hydrobiosidae. Inga underarter finns listade i Catalogue of Life.